# Деревинский, Олег Михайлович
Оле́г Миха́йлович Дереви́нский (укр. Олег Михайлович Деревінський; род. 17 июля 1966, Киев) — советский и украинский футболист, защитник. Мастер спорта СССР (1986).
По завершении карьеры — арбитр, обслуживал матчи чемпионата Украины.

## Биография
Воспитанник школы киевского «Динамо», первые тренеры — Владимир Ижко и Вячеслав Семёнов. Играл за дубль киевского клуба. В 1984-85 годах выступал за «Динамо» из Ирпеня. В 1987 году перешёл в харьковский «Металлист». В составе харьковчан провёл 5 лет, вместе с командой выиграл Кубок СССР. Сыграл 3 матча в Кубке обладателей Кубков УЕФА 1988/1989
После распада СССР стал игроком краковской «Вислы». Провёл два сезона в Польше, после чего вернулся на Украину, перейдя в шепетовский «Темп». Затем играл за кировоградскую «Звезду», запорожский «Металлург» и криворожский «Кривбасс», где и закончил карьеру игрока.
Окончил Харьковский институт физкультуры.

### Карьера арбитра
С 1997 года — футбольный судья. Обслуживал матчи регионального уровня, с 2000 года — матчи Второй лиги, с 2002 года — матчи Первой лиги Украины. Дебютировал в высшей лиге 30 апреля 2005 года, на матче «Ильичёвец» (Мариуполь) — «Металлург» (Донецк). Всего, в период с 2005 по 2012 год, в качестве главного арбитра отсудил 89 матчей высшей лиги. В 2010 году обслуживал Финал Кубка Украины между симферопольской «Таврией» и донецким «Металлургом», в котором показал 13 жёлтых и 2 красных карточки, а также назначил пенальти, который позднее был признан ошибочным. С 2012 года работает наблюдателем арбитража на матчах чемпионата Украины.
С 2015 года работал тренером в детско-юношеской школе киевского «Арсенала»

## Семья
Сын — футбольный судья Алексей Деревинский.

## Достижения
- Финалист Кубка Федерации футбола СССР:1987
- Обладатель Кубка СССР: 1987/1988
- Чемпион IX Спартакиады народов СССР 1986